# Verrey-sous-Drée
Verrey-sous-Drée é uma comuna francesa na região administrativa da Borgonha-Franco-Condado, no departamento de Côte-d'Or. Estende-se por uma área de 3,47 km². Em 2010 a comuna tinha 77 habitantes (densidade: 22,2 hab./km²).